# Shayle Gardner
Shayle Gardner (nasceu em 22 de agosto de 1890, Auckland – morreu em 17 de maio de 1945) foi um ator de Nova Zelândia.

## Filmografia selecionada
- St. Elmo (1923)
- The Chinese Bungalow (1926)
- Tommy Atkins (1928)
- Sailors Don't Care (1928)
- The Three Passions (1929)
- Three Live Ghosts (1929)
- Disraeli (1929)
- The Alley Cat (1929)
- The Return of Dr. Fu Manchu (1930)
- The Lodger (1932)
- Menace (1934)
- The Love Test (1935)
- Wolf's Clothing (1936)
- The Brown Wallet (1936)